# Toktokkus o-serraferrus
Toktokkus o-serraferrus (лат.) — вид жуков-чернотелок рода Toktokkus из подтрибы Molurina трибы Sepidiini (Pimeliinae, Tenebrionidae). Афротропика.

## Этимология
Видовое название T. o-serraferrus имеет отношение к диагностическим признакам таксона. В частности, внешний периметр надкрылий этого вида напоминает лезвие циркулярной пилы. Латинские «ferrum» и «serra» означают «лезвие» и «пила» соответственно, а «o-» - круглый контур надкрылий, видимый сверху. Формат вновь введённого названия соответствует Международному кодексу зоологической номенклатуры ст. 32.5.2.4.3 (ICZN 1999).

## Описание
Жуки-чернотелки средних размеров (длина тела около 2 см; ширина надкрылий около 1,5 см). На склоне и боках надкрылий имеют бугорки (без волосков). Toktokkus o-serraferrus можно отличить от своих сородичейпо роду по форме и скульптуре надкрылий. В частности, по уплощённости диска надкрылий и наличию двух рядов острых бугорков на боковых краях надкрылий. Все остальные виды рода Toktokkus имеют более двух рядов бугорков; один вид, T. waclawae, также имеет плоский диск надкрылий, однако его можно отличить от T. o-serraferrus по плотным рядам бугорков, которые присутствуют на рефлексированных латеральных сторонах надкрылий. Кроме того, у T. o-serraferrus диск надкрылий более плоский. Вид был впервые описан в 2022 году и включён в состав рода Toktokkus из подтрибы Molurina трибы Sepidiini (Pimeliinae, Tenebrionidae).

## Распространение
Встречается в южной части Афротропики: Мозамбик.